# Whit Masterson
Pour les articles homonymes, voir Masterson.
Œuvres principales
- L'Insigne du diable ou La Soif du mal (1956)

Whit Masterson et Wade Miller sont les deux pseudonymes du duo d'auteurs américains de roman policier formé par Robert Wade (San Diego, Californie, 8 juin 1920 - 30 septembre 2012) et Bill Miller (Garrett, Indiana, 11 mai 1920 - 21 août 1961).

## Biographie
Robert Wade et Bill Miller se rencontrent pendant leurs études au Woodrow Wilson Junior College. Pendant la Seconde Guerre mondiale, ils se retrouvent tous deux dans l'US Air Force, mais sur des bases différentes : Miller dans le Pacifique ; Wade en Europe. Entre 1946 et 1961, ils collaborent à l'écriture commune d'une trentaine de romans policiers, parus sous les pseudonymes de Wade Miller et, à partir de 1955, de Whit Masterson. Dans les années 1950, ils publient aussi quelques romans sous des anagrammes de Wade Miller : Dale Wilmer et Will Daemer.  Les deux amis produisent en outre plus de 200 textes pour la radio, un grand nombre de nouvelles et des scénarios.
À la mort de Miller en 1961, Robert Wade poursuit seul la carrière de Whit Masterson avec une dizaine de thrillers d'espionnage ou de politique-fiction.
Whit Masterson est resté célèbre en raison de l'adaptation cinématographique, en 1957, de son roman L'Insigne du diable sous le titre La Soif du mal (Touch of Evil) par Orson Welles, avec Charlton Heston, Janet Leigh, Marlene Dietrich et Welles lui-même. 
Deux autres romans de Masterson ont aussi été adaptés au cinéma :  Une nuit pour tuer sous le titre A Cry in the Night (1956) par Frank Tuttle, avec Edmond O'Brien et Natalie Wood ; Faire rendre Gorge sous le titre The Yellow Canary (en) (1963) par Buzz Kulik, avec Pat Boone et Barbara Eden.
Sous la signature Wade Miller, les deux écrivains ont donné vie au privé Max Thursday. Antihéros, personnage atypique dans l'univers du roman noir des années 1950, Thursday a la particularité d'être une victime collatérale de la guerre.  À son retour du front dans le Pacifique Sud, où il a combattu les Japonais, il a les nerfs malades, à vif. Sa femme le quitte, il se met à boire, échoue dans un hôtel miteux et, comble de tout, ne parvient pas souvent à boucler les six enquêtes publiées : Même les innocents sont coupables (1947), La Foire aux crimes (1948), Et ta sœur ? (1948), La Mare aux crocodiles (1950), Week-end à l'abattoir (1950) et Chapeau ! (1951).  Ce détective peu banal a été incarné à l'écran par Zachary Scott dans Guilty Bystander (1950) de Joseph Lerner, d'après Même les innocents sont coupables.
Deux autres publications de Wade Miller ont aussi donné lieu à des films reprenant les titres exacts des romans : Kiss Her Goodbye (1959) par Albert Lipton et La Chatte au fouet (en) (Kitten with a Whip) (1964) de Douglas Heyes.

## Œuvre

### Romans

#### Signés Whit Masterson
- All Through the Night ou A Cry in the Night (1955) Publié en français sous le titre Une nuit pour tuer Paris, Presses de la Cité, coll. Un Mystère no 265, 1956 ; réédition, Paris, Presses de la Cité, coll. Les Classiques du roman policier no 8, 1980 ; réédition dans Polars années cinquante vol. 1, Paris, Omnibus, 1995
- Dead, She Was Beautiful (1955)
- Badge of Evil ou Touch of Evil (1956) Publié en français sous le titre Manque de pot, Paris, Presses de la Cité, coll. Un Mystère no 315, 1957 ; réédition sous le titre L'Insigne du diable, Paris, Presses de la Cité, Mystère no 117, 1971 Publié en français dans une nouvelle traduction sous le titre La Soif du mal, Paris, Christian Bourgois, coll. Série B, 1981 ; réédition, Paris, J'ai lu no 1528, 1983 ; réédition dans Polars années cinquante vol. 3, Paris, Omnibus, 1997
- A Shadow in the Wild (1957) Publié en français sous le titre Chasse à l'ombre Paris, Presses de la Cité, coll. Un Mystère no 368, 1957
- The Dark Fantastic (1959) Publié en français sous le titre La mèche brûle, Paris, Gallimard, coll. Panique no 13, 1963 ; réédition, Paris, Gallimard, coll. Panique 2e série no 16, 1963 ; réédition, Paris, Gallimard, Série noire no 13, 1974
- A Hammer in His Hand (1960) Publié en français sous le titre Les Femmes-pièges, Paris, Fayard, L'Aventure criminelle no 113, 1961
- Evil Come, Evil Go (1961) Publié en français sous le titre Faire rendre gorge, Paris, Presses de la Cité, Mystère no 590, 1961
- The Man on a Nylon String (1963)
- 711 Officer Needs Help ou Killer with a Badge, Warning Shot (1965)
- Play Like You're Dead (1967) Publié en français sous le titre Fais le mort, Paris, Presses de la Cité, Mystère no 175, 1972 ; réédition, Paris, Presses de la Cité., coll. Punch no 8, 1972
- The Last One Kills (1969) Publié en français sous le titre Hombre au soleil, Paris, Presses de la Cité, Mystère no 152, 1971 ; réédition, Paris, Presses de la Cité., coll. Punch no 104, 1971
- The Death of Me Yet (1970)
- The Gravy Train ou The Great Train Hijack (1971)
- Why She Cries, I Do Not Know (1972)
- The Undertaker Wind (1973)
- The Man with Two Clocks (1974) Publié en français sous le titre Cherche et trouve Paris, Librairie des Champs-Élysées, coll. Le Masque no 1470, 1977
- Hunter of the Blood (1977)
- The Slow Gallows (1979)

#### SérieMax Thursdaysignée Wade Miller
- Guilty Bystander (1947) Publié en français sous le titre Même les innocents sont coupables, Paris, Morgan, Série rouge no 11, 1947
- Fatal Step (1948) Publié en français sous le titre La Foire aux crimes, Paris, Morgan, Série rouge no 23, 1949 ; réédition, Paris, Librairie des Champs-Élysées, coll. Le Masque no 1766, 1984
- Uneasy Street (1948) Publié en français sous le titre Et ta sœur ?, Paris, Gallimard, Série noire no 125, 1952
- Calamity Fair (1950) Publié en français sous le titre La Mare aux crocodiles, Paris, Gallimard, Série noire no 141, 1952
- Murder Charge (1950) Publié en français sous le titre Week-end à l'abattoir, Paris, Gallimard, Série noire no 135, 1952
- Shoot to Kill (1951) Publié en français sous le titre Chapeau !, Paris, Gallimard, Série noire no 203, 1954

#### Autres romans signés Wade Miller
- Deadly Weapon (1946)
- Killer's Choice ou Devil on Two Sticks (1949) Publié en français sous le titre Beck et ongles, Paris, Gallimard, Série noire no 115, 1951
- Devil May Care (1950) Publié en français sous le titre On liquide, Paris, Gallimard, Série noire no 144, 1952
- Stolen Woman (1950) Publié en français sous le titre On n'est pas des saints, Paris, Gallimard, Série noire no 121, 1951
- The Killer (1951) Publié en français sous le titre Du plomb dans l'aile, Paris, Gallimard, Série noire no 138, 1952
- The Tiger's Wife (1951) Publié en français sous le titre Monsieur la panthère, Paris, Gallimard, Série noire no 155, 1953
- Branded Woman (1952)
- The Big Guy (1953)
- South of the Sun (1953)
- Mad Baxter (1955)
- Kiss Her Goodbye (1956)
- Kitten with a Whip (1959)
- Sinner Take All (1960)
- Nightmare Cruise ou The Sargasso People (1961) Publié en français sous le titre Les Eaux mortes, Paris, Presses de la Cité, Mystère no 639, 1962
- The Girl from Midnight (1962) Publié en français sous le titre Toutes griffes dehors, Paris, Presses de la Cité, Mystère no 668, 1963

#### Signés Dale Wilmer
- Memo for Murder (1951) Publié en français sous le titre À tous les rateliers, Paris, Gallimard, Série noire no 140, 1952
- Dead Fall (1954)
- Jungle Heat (1954)

#### Signé Will Daemer
- The Case of the Lonely Lovers (1951) Publié en français sous le titre Le Cas des amants solitaires, Paris, Ferenczi, Le Fantôme no 4, 1953

#### Romans littéraires signés Robert Wade
- The Stroke of the Seven (1965)
- Knave of Eagles (1969)

### Nouvelles

#### Signées Whit Masterson
- Suddenly, it's Midnight (1956) Publié en français sous le titre Le Flambeur flambée, Paris, Opta, Mystère Magazine no 150, juillet 1960 Publié en français dans une autre traduction sous le titre La Chasse au leurre, Paris, Opta, L'Anthologie du Mystère no 13, 1970
- The Women in His Life (1958) Publié en français sous le titre Trois femmes sur la piste, Paris, Opta, Mystère Magazine no 174, juillet 1962

#### Signées Wade Miller
- Invitation to an Accident (1955) Publié en français sous le titre Invitation à un accident, Paris, Opta, Mystère Magazine no 118, novembre 1957 ; réédition, Paris, Revue Association 813 no 77, octobre 2001
- The Memorial Hour (1955) Publié en français sous le titre L'Heure du souvenir, Paris, Opta, Mystère Magazine no 154, novembre 1960 ; réédition, Paris, Roger Martin, Hard Boiled Dicks no 14, 1985
- Midnight Caller (1958) Publié en français sous le titre La Fille en proie au dément, Paris, Opta, Choc Suspense no 3, octobre 1967
- A Bad Time of the Day (1958) Publié en français sous le titre La Mauvaise Heure, Paris, Opta, Mystère Magazine no 128, septembre 1958
- We Were Picked as the Odd Ones (1960) Publié en français sous le titre Les Bouche-trous, Paris, Fayard, Le Saint détective magazine no 72, février 1961